# 비티와이플러스
비티와이플러스는 대한민국에서 자사 브랜드와 종합 컨텐츠 제작 사업을 운영하는 기업이다. 2013년 11월 27일 개인사업자 비티와이(BTY)로 개업했으나, 2022년 9월 16일 주식회사 비티와이플러스(BTY PLUS Co.,Ltd.)로 법인전환하였다. 2024년 6월 24일 기준 사무실은 서울시 강남구 역삼동에 위치하고 있다.
아이웨어 브랜드 '어나더브릿지'를 운영하고 있으며, 컨텐츠 기획, 제품 촬영, 화보 제작, 상세페이지 디자인 등 종합 컨텐츠 제작 사업을 병행하고 있다.